# Ковтун Олександр Григорович
Олекса́ндр Григо́рович Ко́втун (1985—2018) — старший солдат Збройних сил України, учасник російсько-української війни.

## З життєпису
Народився 1985 року в селі Клишки (Шосткинський район, Сумська область). 2002-го закінчив ЗОШ школу села Клишки, 2006 року — Путивльський коледж Сумського національного аграрного університету. Після проходження строкової служби в ЗСУ працював у охоронних структурах.
У часі війни служив за мобілізацією. 5 листопада 2016-го підписав контракт, старший солдат, старший стрілець 13-го батальйону «Чернігів-1». На фронті перебував з липня 2017 року.
1 січня 2018-го виконував завдання на спостережному пункті. О 1-й ночі внаслідок підриву на вибуховому пристрої поблизу Новотошківського зазнав множинних поранень, несумісних з життям.
5 січня 2018 року похований на кладовищі села Клишки. У Шосткинському районі оголошено день жалоби.
Без Олександра лишились батько і сестра. 

## Нагороди та вшанування
- Указом Президента України № 131/2020 від 7 квітня 2020 року за «самовіддане служіння Українському народові, особисту мужність, виявлену у захисті державного суверенітету та територіальної цілісності України» нагороджений медаллю «Захиснику Вітчизни» (посмертно)[3]
- 18 травня 2018 року в НВК села Клишки відкрито меморіальну дошку на честь випускника Олександра Ковтуна.
- Почесний громадянин Шосткинської міської територіальної громади[4].
- в Шостці відкрито меморіал; на ньому зазначено й ім'я Олександра Ковтуна[5]